# Vloertegel

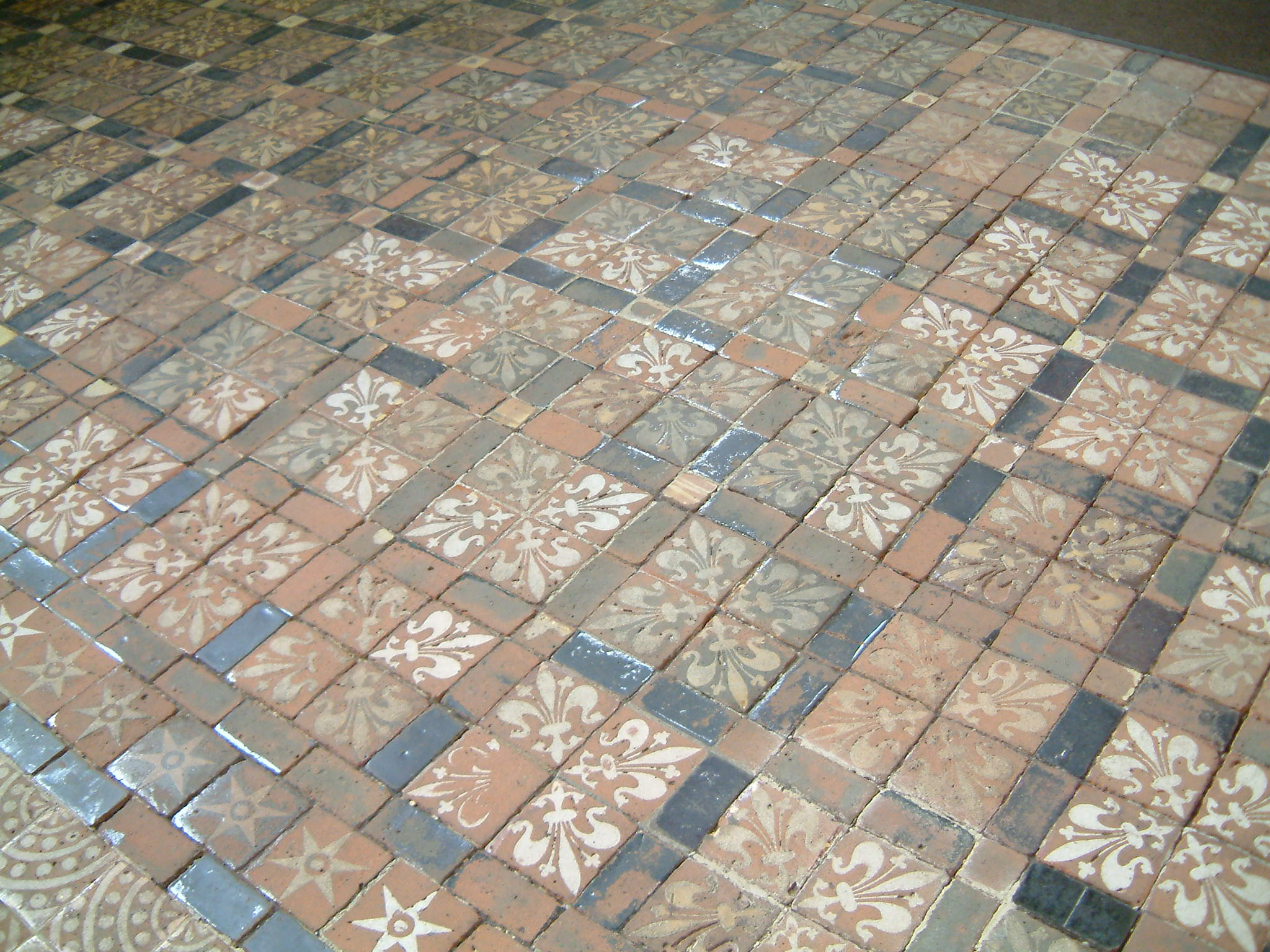
Tegelvloer in Winchester Cathedral

Een vloertegel of plavuis, vroeger ook wel estrik genoemd, is een stuk materiaal dat dient ter decoratie, bescherming van de vloer, of vergemakkelijking van het vervoer over de vloer. Een vloertegel wordt gelegd in een tegelvloer; op systematische wijze wordt er dan een serie vloertegels gelegd. Vloertegels zijn meestal van keramiek of van natuursteen, en zijn dikwijls rechthoekig van vorm,
De tegelvloer kan verschillende doelen hebben. Wanneer de vloer puur ter decoratie is, zijn de tegels vaak mooi versierd. Een voorbeeld van decoratieve tegels zijn de tegels in de Hollywood Walk of Fame, waar beroemdheden hun hand- of voetafdruk achterlieten in het natte cement. 
Maar vloertegels kunnen er ook toe dienen om de vloer gemakkelijk schoon te kunnen houden (wat bij een vloer bedekt met tapijt veel moeilijker gaat). De tegels voor dit doeleinde zijn dan ook vaak geglazuurd, zodat ze gemakkelijk schoon kunnen worden gemaakt met een sopje, wat water en schoonmaakhulpmiddelen als een dweil.
Om het schoonhouden van de vloer te bevorderen, kan een coating worden toegepast, waardoor de tegels nog verder beschermd worden tegen bijvoorbeeld kauwgom.
De vloertegels sluiten doorgaans niet naadloos op elkaar aan, maar zijn gescheiden door een voeg. Bij stoeptegels bestaat deze vaak uit zand, binnenshuis vaak uit cement of een kit. Ook voegen kunnen van een coating worden voorzien, zodat zij gemakkelijker schoon te houden zijn.
Al in de tijd van de Romeinen werden wegen betegeld met vloertegels. Die werden vaak straatstenen genoemd. Deze stenen werden noch ter decoratie, noch om de vloer te beschermen gelegd, maar om het rijden met karren gemakkelijker te maken. Wielen draaien namelijk gemakkelijker op een vaste ondergrond, en ondervinden meer wrijving op zand- en modderpaadjes dan op verharde wegen.